# Ludwig Sprauer
Ludwig Sprauer (* 19. Oktober 1884 in Heidelberg; † 24. Juni 1962 in Achern) war ein deutscher Mediziner und zur Zeit des Nationalsozialismus höchster Medizinalbeamter in Baden.

## Leben
Sprauer, Sohn des Staatsbahn-Güterverwalters Karl August Sprauer, begann seine Schulzeit an einer Volksschule in Heidelberg. Anschließend besuchte er Gymnasien in Durlach sowie Karlsruhe und legte das Abitur 1902 ab. Sprauer absolvierte nach seiner Schullaufbahn ein Studium der Medizin an den Universitäten Freiburg, Straßburg und Berlin, das er 1907 mit Staatsexamen abschloss. Seit 1903 gehörte er der Freiburger Burschenschaft Teutonia an. Er wurde zum Dr. med. promoviert. Danach war er Assistenzarzt an der Heidelberger Kinderklinik, dem Freiburger Diakonissenhaus und in der Heil- und Pflegeanstalt Wiesloch beschäftigt. Von 1910 bis 1918 war er als Allgemeinmediziner in Staufen im Breisgau tätig. 1919 trat er in den Staatsdienst ein und war unter der Amtsbezeichnung Medizinalrat bis 1933 als Anstaltsarzt am Landesgefängnis in Mannheim (1919–1920) und als Bezirksarzt in Stockach (1920–1925), Oberkirch (1925–1930) und Konstanz (1930–1934) beschäftigt.
Im Zuge der Machtübergabe an die Nationalsozialisten wurde Sprauer am 1. Februar 1933 Mitglied der NSDAP und war vorübergehend Stadtrat in Konstanz, bevor er 1934 als Nachfolger Theodor Pakheisers mit der Leitung der Gesundheitsabteilung im Badischen Innenministerium betraut wurde. Bald nach seinem Amtsantritt wurde er zum Obermedizinalrat befördert. Sprauer wurde 1938 zum Regierungsdirektor ernannt und später bis zum Ministerialrat befördert. Er war in dieser Funktion oberster Medizinalbeamter in Baden mit Dienstsitz in Karlsruhe.

## Beteiligung an der NS-Euthanasie
Sprauer war Befürworter des Gesetzes zur Verhütung erbkranken Nachwuchses. Im Oktober 1939 erfuhr er durch Herbert Linden mit Hinweis auf Geheimhaltung von der geplanten Aktion T4 und der damit einhergehende Erfassung Kranker auf Meldebögen und wurde zur Mitarbeit verpflichtet. Ihm oblag die administrative Durchführung des „Euthanasie“-Programms in Baden. Mit Vertraulichkeitsvermerk verschickte Ende November 1939 das Badische Innenministerium einen Erlass an die Leiter badischer Anstalten zur Ankündigung der Verlegung einer „größeren Anzahl“ Insassen. Sprauer autorisierte nach Durchsicht der Meldebögen die Transportlisten der zur Verlegung in NS-Tötungsanstalten bestimmten Anstaltsinsassen und leitete die Ernennung des Mediziners Arthur Schreck zum T4-Gutachter im Februar 1940 in die Wege. Schreck gab während einer Nachkriegsaussage zu, insgesamt 15.000 Meldebögen gesichtet und dabei 8.000 Patienten zur Tötung vorgeschlagen zu haben. Insgesamt wurden von Februar bis Dezember 1940 mindestens 4.500 Badener Anstaltsinsassen in der NS-Tötungsanstalt Grafeneck ermordet. Der Obermedizinalrat Otto Mauthe sagte nach Kriegsende aus, dass er mit Sprauer, Linden und Stähle bei der Vergasung eines Frauentransportes anwesend war und alle dabei zusahen. Sprauer arbeitete auch an dem Entwurf zum nicht in Kraft getretenen Euthanasiegesetz mit. Ab 1943 führte er den Titel Professor.

## Nachkriegszeit
Nach Kriegsende gab Sprauer am 23. April 1946 gegenüber Robert Kempner in Nürnberg eine Eidesstattliche Erklärung ab und äußerte dort unter anderem: „Die unheilbaren Geisteskranken sollten aus wehrpolitischen Gründen, um Platz zu machen[,] beseitigt werden“. Sprauer musste sich schließlich gemeinsam mit dem Euthanasiearzt Arthur Schreck wegen Verbrechen gegen die Menschlichkeit in Tateinheit mit Beihilfe zum Mord vor dem Schwurgericht des Landgerichts Freiburg verantworten. Verfahrensgegenstand war die Teilnahme an den NS-Euthanasieverbrechen in Baden aufgrund entsprechender Verwaltungsvorbereitungen, Einweisung der Anstaltsleiter, T4-Gutachtertätigkeiten, Aussonderung von zur Tötung bestimmter behinderter Menschen in der NS-Tötungsanstalt Grafeneck, Leitung einer „Kinderfachabteilung“ und Tötung von Kindern durch Luminal. Am 16. November 1948 wurde Sprauer zu einer lebenslänglichen Haftstrafe und Schreck zu lebenslänglich zuzüglich zehn Jahren Zuchthaus verurteilt. Nach der Revision wurde die Haftstrafe von Schreck auf zwölf Jahre und jene von Sprauer auf elf Jahre Zuchthaus reduziert. Beiden wurde zugutegehalten, dass sie „nach ihrer charakterlichen Veranlagung keine Verbrecher“ seien und „in einem geordneten Staat nicht zum Verbrecher geworden wären. Sie sind beide der Rechtsordnung des nationalsozialistischen Staates erlegen“.
Die Strafverbüßung von Sprauer wurde 1951 durch Gnadenerlass ausgesetzt. Er erhielt ab Juli 1954 als monatliche Unterhaltszahlung 450 DM und im Januar 1955 den Bescheid, nicht für die Gerichtskosten aufkommen zu müssen. Mit Wirkung zum 1. April 1956 wurden ihm 50 % des verdienten Ruhegehalts als jederzeit widerrufliche Zahlung zugesprochen. Bei Schreck wurde ähnlich verfahren. Sprauer nahm seinen Wohnsitz in Konstanz.